# کروشوتس
کروشوتس (به بلغاری: Krushevets) یک منطقهٔ مسکونی در بلغارستان است که در شهرستان سوزوپول واقع شده‌است.